# Уайт из Дорсета
Уайт — святая отшельница и мученица. День памяти — 1 июня.
Святая Уайт (Whyte, White, Wite), или Витта (Witta), или Гвен (Gwen), или Кандида (Candida) дала своё имя месту Уитчёрч Каноникорум, Дорсет, где она была похоронена. Её скромная могила — единственная, помимо могилы святого Эдуарда Исповедника, которая сохранилась.
Имеются несколько теорий об идентификации святой Уайт. Она могла быть одной из уэссексских святых, о которых никаких сведений не сохранилось. Она могла быть валлийской святой Гвен, чьи мощи король Ательстан  даровал этому храму. Согласно третьей теории на самом деле речь идёт о святом Альбине из Бурабурга (Albinus of Büraburg), также известно как святой Витта, который был товарищем святого Вонифатия, умученного вместе с ним и перенесённого назад в Уэссекс.  Уильям Вустерский и Джон Герард упоминают о её мощах. Томас Мор сообщает об обычае раздавать куски сыра в день её поминания. Возможно, это обычай именно этого храма.
В 1900 году её свинцовый гроб был вскрыт. На нём было написано «Hic requiescunt reliquie sancte
Wite». Серьёзно повреждённый реликварий, содержал останки маленькой женщины лет сорока. Поэтому третья из выдвигавшихся гипотез оказалась неверной.
Так же есть предание, что святая Уайт (Гвен) был саксонкой, убитой датскими пиратами. Храм, в котором сохранились её мощи, был дарован королём Альфредом своему младшему сыну. Сама рака относится к XIII веку.